# Anna-Lisa Jörstad
Anna-Lisa Jörstad, född den 1 juni 1898 i Stockholm, död 1990, var en svensk författare.

## Biografi
Anna-Lisa Jörstad växte upp på Vibyslätten i Närke och studerade vid Karlskoga folkhögskola 1913–1915 och Mariannelunds folkhögskola 1918. Hon medarbetade i olika tidskrifter, bland annat Ariel. Jörstad skrev ett flertal diktsamlingar som präglas av ljus livstro och stämningsrikedom. Hon blev senare bosatt i Oslo och gav ut två diktsamlingar i Norge.